# Pniewko (kolonia)
Pniewko – kolonia w Polsce, w województwie łódzkim, w powiecie kutnowskim, w gminie Krośniewice. Wwchodzi w skład sołectwa Teresin
Do 2023 miejscowość była częścią wsi Teresin.
W latach 1975–1998 Pniewko administracyjnie należało do województwa płockiego.